# Kammaraghatta, Arsikere
Kammaraghatta là một làng thuộc tehsil Arsikere, huyện Hassan, bang Karnataka, Ấn Độ.